# Пилар Баварская
Пилар Баварская (нем. Maria del Pilar Eulalia Antonia Isabella Ludovika Franziska Josepha Rita Euphrasia von Wittelsbach; 13 марта 1891, Мюнхен — 4 декабря 1987, Мюнхен) — баварская принцесса из дома Виттельсбахов, дочь принца Людвига Фердинанда Баварского и испанской инфанты Марии де ла Пас Испанской, дочери королевы Изабеллы II.

## Жизнь
Пилар — единственная дочь и третий ребёнок принца Людвига Фердинанда Баварского и испанской инфанты Марии де ла Пас Испанской, дочери королевы Испании Изабеллы II. Принцесса унаследовала от родителей любовь к искусству. В ранние годы она стала интересоваться живописью и графикой, стала членом Ассоциации и Союза художников Мюнхена. Картины принцессы можно сегодня увидеть в Государственной Баварской галерее в Мюнхене, а также во многих частных коллекциях. Пилар вела активную деятельность в Красном Кресте Германии на протяжении 40 лет жизни.  Она написала книгу о жизни своего двоюродного брата короля Альфонсо XIII.
Принцесса никогда не выходила замуж. Вместо этого она много путешествовала, занималась спортом. Умерла 4 декабря 1987 года в возрасте 96 лет.

## Публикации
- Pilar of Bavaria & Desmond Chapman-Huston: Don Alfonso XIII. A Study of Monarchy. Londen, Murray, 1931.
- Pilar of Bavaria & Desmond Chapman-Huston: Bavaria the Incomparable. An Unpretentious Travel Book. Londen, Cassell, 1934.